# Olympia Rupēs
Le Olympia Rupēs sono una struttura geologica della superficie di Marte.